# Jawad al-Bulani

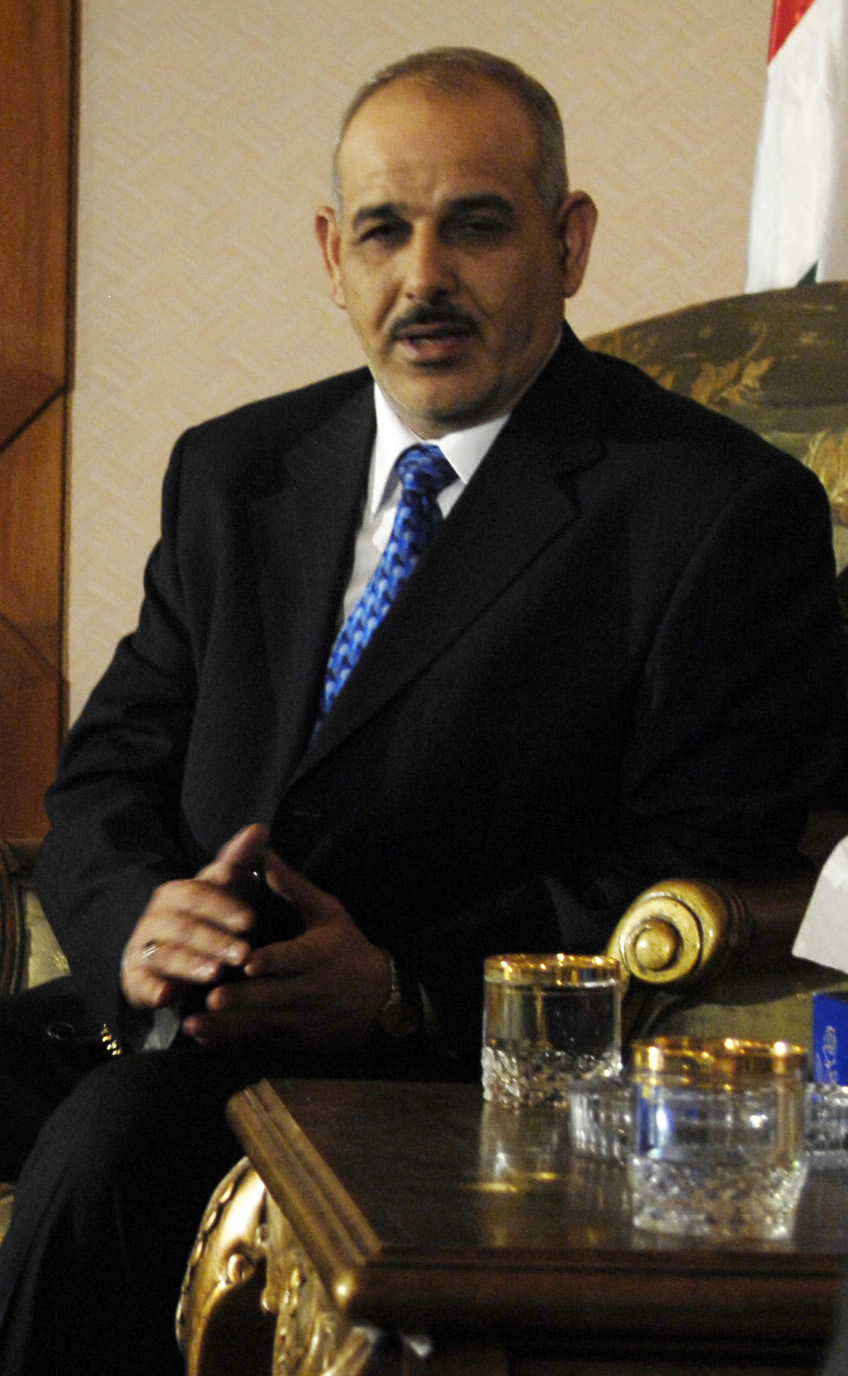
Jawad al-Bulani, 2007

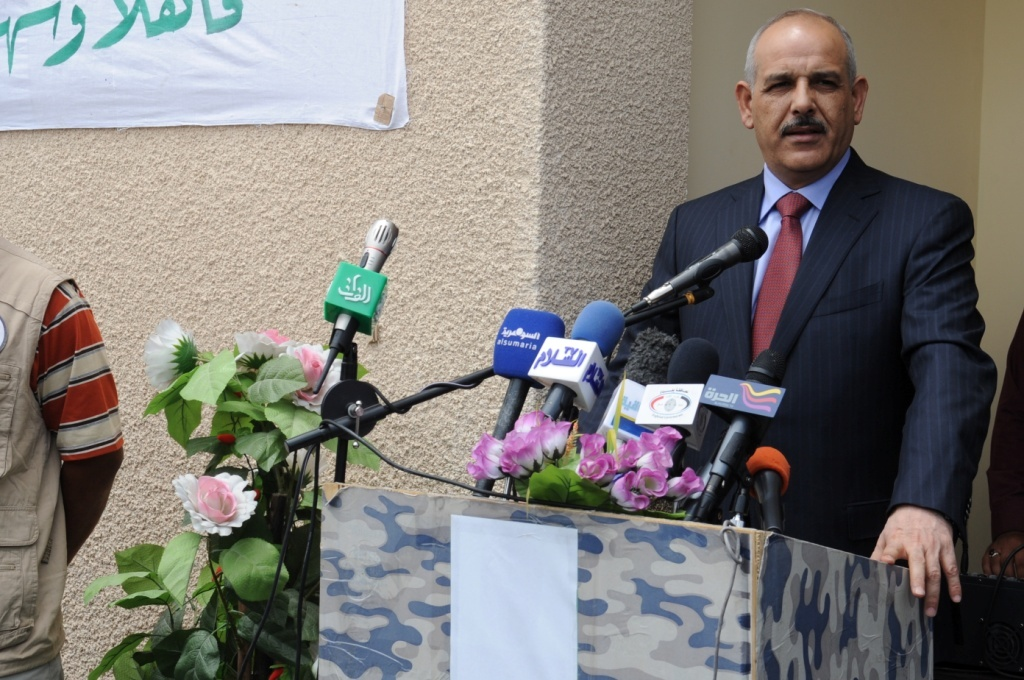
Jawad al-Bulani, 2009

Jawad al-Bulani (arabisch جواد البولاني Dschawad al-Bulani, DMG Ǧawwād al-Būlānī; auch Al-Bolani; * 1960) ist ein irakischer Politiker. Seit der Ernennung durch den irakischen Ministerpräsidenten Nuri al-Maliki am 8. Juni 2006 war er bis 21. Dezember 2010 als Innenminister ein Mitglied des Ministerrates des Irak. Bulani ist Schiit und Mitglied der Vereinigten Irakischen Allianz.
Der Ursprung der Familie Bulanis ist der Raum Diwaniyya. Er ist in Amara aufgewachsen. Er war Ingenieur der Luftstreitkräfte der Regierung Saddam Husseins. Seine militärische Aktivität endete 1999.
Bulani gehörte seit dem Ende der Macht Saddam Husseins verschiedenen Parteien an:
- Die sadristische Bewegung des Muqtada al-Sadr
- Die Partei Hisbollah des Abdel-Karim Mahoud al-Mohammedawi – Er war der Stellvertreter, als Mohammedawi Mitglied des Irakischen Regierungsrates war.
- Die Islamische Tugendpartei
- Ahmad Tschalabis Nationale Kongress-Koalition und die Irakische Verfassungspartei, welche Bulani gegründet hat, waren miteinander verbunden.
- Bulani leitet den Schiitischen Politischen Rat, der mit Tschalabi alliiert ist.